# Sigrid Deger-Jalkotzy
Sigrid Deger-Jalkotzy, geborene Sigrid Deger, auch Sigrid Jalkotzy und Sigrid Jalkotzy-Deger (* 3. Februar 1940 in Linz) ist eine österreichische Klassische Archäologin und Althistorikerin mit dem Schwerpunkt Mykenologie.

## Leben
Sigrid Deger studierte Alte Geschichte und Klassische Philologie sowie Klassische Archäologie an der Universität Wien, wo sie 1968 promoviert wurde. Sie absolvierte auch ein Studium an der Akademie für Musik und Darstellende Kunst in Wien. Anschließend erfolgte noch ein postgraduales Studium an der University of Cambridge. Sigrid Deger-Jalkotzy war von 1975 bis 1986 Mitarbeiterin an den Ausgrabungen des Österreichischen Archäologischen Instituts in Aigeira am Peloponnes. 1976 wurde sie Mitglied der Mykenischen Kommission der Österreichischen Akademie der Wissenschaften und schließlich 1978 Universitätsassistentin von Gerhard Dobesch am Institut für Alte Geschichte und Klassische Archäologie der Universität Wien. Sie habilitierte sich bereits im folgenden Jahr an der Universität Wien im Fach „Alte Geschichte unter besonderer Berücksichtigung der Mykenologie und der Geschichte der frühen Kulturen des östlichen Mittelmeerraumes“. 1986 wurde sie als Professorin auf den Lehrstuhl für Alte Geschichte und Altertumskunde an der Universität Salzburg berufen. Sie wirkte als Gastprofessorin an den Universitäten von Saarbrücken, Heidelberg, Köln und Rostock. Nachdem sie von 1995 bis 1999 auch Prodekanin der Geisteswissenschaftlichen Fakultät ihrer Universität war, wurde sie 2008 emeritiert.
2009 bis 2011 war sie Vizepräsidentin der Österreichischen Akademie der Wissenschaften. Von 2011 bis 2013 war sie Klassenpräsidentin der philosophisch-historischen Klasse der Österreichischen Akademie der Wissenschaften.

## Forschungsgebiete
Sigrid Deger-Jalkotzys spezielles Forschungsgebiet ist die mykenische Epoche.

## Ehrungen und Auszeichnungen
1987 wurde Deger-Jalkotzy zum korrespondierenden und 1995 zum wirklichen Mitglied der Österreichischen Akademie der Wissenschaften gewählt. Sie ist korrespondierendes Mitglied der Akademie der Wissenschaften von Athen und der Akademie der Wissenschaften zu Göttingen.
Für ihre fachlichen Leistungen wurde Sigrid Deger-Jalkotzy ferner mit Preisen ausgezeichnet, u. a. mit dem Kardinal-Innitzer-Preis für Geisteswissenschaften (2003).

## Schriften (Auswahl)
- E-QE-TA. Zur Rolle des Gefolgschaftswesens in der Sozialstruktur mykenischer Reiche (= Sitzungsberichte der Österreichischen Akademie der Wissenschaften, phil.-hist. Klasse. Bd. 344). Verlag der ÖAW, Wien 1978.
- mit Phanouria Dakoronia und Agnes Sakellariou: Die Siegel aus der Nekropole von Elatia-Alonaki (= Corpus der minoischen und mykenischen Siegel. Bd. 5: Kleinere griechische Sammlungen. Supplement 2). Gebr. Mann, Berlin 1996, ISBN 3-7861-1931-7.
- Section „Mycenaeans and Philistines in the Levant“. Introduction. In: Manfred Bietak, Ernst Czerny (Hrsg.): The Synchronisation of Civilisations in the Eastern Mediterranean in the Second millennium B.C. III. Proceedings of the SCIEM 2000 – 2nd EuroConference. Vienna 28th of May – 1st of June 2003 (= Contributions to the Chronology of the Eastern Mediterranean. Bd. 9 = Österreichische Akademie der Wissenschaften. Denkschriften der Gesamtakademie. Bd. 37). Verlag der Österreichischen Akademie der Wissenschaften, Wien 2007, ISBN 978-3-7001-3527-2, S. 501–504.
- Mycenaean and Homeric Societies. Archaeology and Text. Collected Papers of Sigrid Deger-Jalkotzy. Edited by Birgitta Eder and Ulrike Schuh (Digitale Publikation).